# FlatOut
FlatOut es un videojuego de carreras desarrollado por Bugbear Entertainment y publicado por Empire Interactive y Vivendi Universal Games en 2004 y 2005. FlatOut sitúa énfasis en los derby de demolición y un complejo motor físico. Incluye 16 autos diferentes, todos con 5 diferentes capas de pintura. El juego es más conocido por los conductores que salen volando por el parabrisas.